# Сорокино (Нікольський район)
Соро́кино (рос. Сорокино) — присілок у складі Нікольського району Вологодської області, Росія. Входить до складу Завразького сільського поселення.

## Населення
Населення — 44 особи (2010; 70 у 2002).
Національний склад (станом на 2002 рік):
- росіяни — 99 %